# Gyalóka, Győr-Moson-Sopron
Gyalóka  este un sat în districtul Sopron, județul Győr-Moson-Sopron, Ungaria, având o populație de 68 de locuitori (2011). 

## Demografie
Componența etnică a satului Gyalóka
     Maghiari (88,41%)
     Romi (11,59%)
Componența confesională a satului Gyalóka
     Romano-catolici (77,94%)
     Luterani (4,41%)
     Necunoscută (17,65%)
Conform recensământului din 2011, satul Gyalóka avea 68 de locuitori. Din punct de vedere etnic, majoritatea locuitorilor (88,41%) erau maghiari, cu o minoritate de romi (11,59%).  Din punct de vedere confesional, majoritatea locuitorilor (77,94%) erau romano-catolici, cu o minoritate de luterani (4,41%). Pentru 17,65% din locuitori nu este cunoscută apartenența confesională.